# Солдатов, Алексей Ефимович
Алексей Ефимович Солдатов (20 августа 1923 — 8 января 2003) — командир миномётного расчета 674-го стрелкового полка 150-й стрелковой дивизии 3-й ударной армии 2-го Прибалтийского фронта, старший сержант; командир миномётного расчета 674-го стрелкового полка 150-й стрелковой дивизии 3-й ударной армии 1-го Белорусского фронта, старший сержант.

## Биография
Родился 20 августа 1923 года в селе Гавриловка (на территории современного Гурьевского района Кемеровской области; в 1953 году Гавриловский сельсовет был присоединён к Сосновскому сельсовету). Окончил 8 классов. Работал на шахте откатчиком.
В Красной Армии и на фронте в Великую Отечественную войну с декабря 1941 года.
Командир миномётного расчета 674-го стрелкового полка старший сержант Алексей Солдатов с бойцами расчета во время отражения контратак противника 17-21 октября 1944 года в районе деревни Чурка-Ядровниэки из миномета истребил более двадцати вражеских солдат, вывел из строя три пулемета и 37-миллиметровую пушку, чем способствовал удержанию стрелковыми подразделениями занимаемых рубежей. За мужество и отвагу, проявленные в боях, старший сержант Солдатов Алексей Ефимович 10 января 1945 года награждён орденом Славы 3-й степени.
15-16 февраля 1945 года в бою в районе города Ястров командир миномётного расчета того же полка, дивизии, армии старший сержант Алексей Солдатов с бойцами расчета, находясь в боевых порядках пехоты и участвуя в отражении контратак противника, из миномета уничтожил до отделения противников, вывел из строя автомашину и подавил три пулеметные точки. Будучи окружен врагом, Алексей Солдатов поднял бойцов в атаку, пробился через боевые порядки противника, сразил пятерых пехотинцев, а семерых взял в плен. За мужество и отвагу, проявленные в боях, старший сержант Солдатов Алексей Ефимович 21 марта 1945 года награждён орденом Славы 2-й степени.
18 апреля 1945 года при отражении вражеской контратаки Алексей Солдатов заменил выбывшего из строя пулеметчика и, уничтожив до пятнадцати солдат, заставил противника отступить. За период боевых действий в столице вражеской Германии — городе Берлине и при штурме рейхстага расчет Алексея Солдатова огнём из миномета вывел из строя более десяти пулеметных точек, зенитную пушку и много противников.
Указом Президиума Верховного Совета СССР от 15 мая 1946 года за образцовое выполнение заданий командования в боях с немецко-вражескими захватчиками старший сержант Солдатов Алексей Ефимович награждён орденом Славы 1-й степени, став полным кавалером ордена Славы.
В 1947 году А. Е. Солдатов демобилизован из Вооруженных Сил СССР. Живёт в городе Киселёвске Кемеровской области. Работал инспектором на предприятии угольной промышленности.
Скончался 8 января 2003 года.
Награждён орденами Отечественной войны 1-й степени, Красной Звезды, Славы 1-й, 2-й и 3-й степени, медалями.
Почётный гражданин города Киселёвска Кемеровской области.